# Treinramp bij Oefa

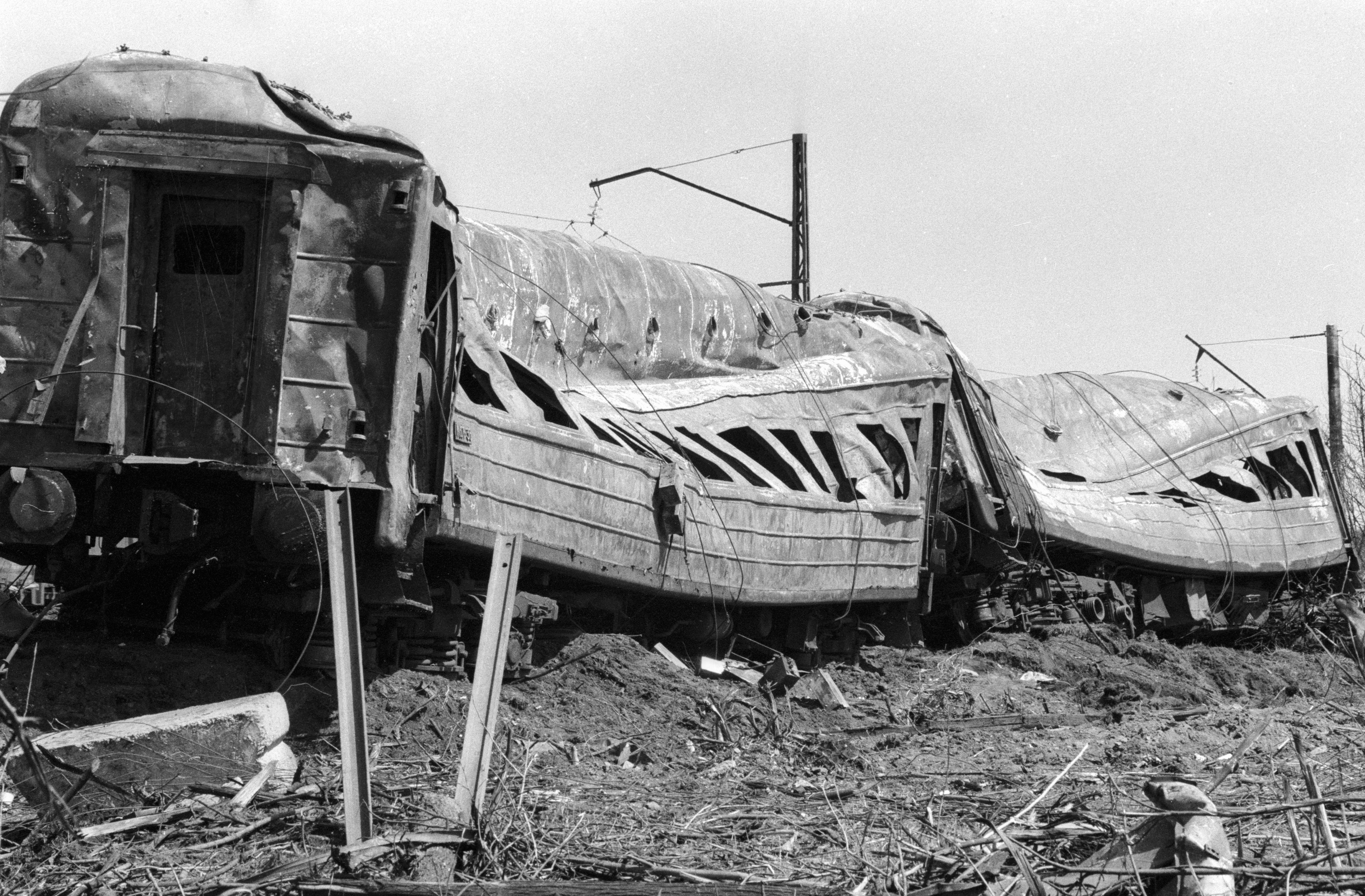
1989

De treinramp bij Oefa was een spoorwegongeval op 4 juni 1989 om 1.15 lokale tijd nabij de Sovjet-Russische steden Oefa en Asja (District Asjinski van de Basjkierse ASSR) op de Trans-Siberische spoorlijn. Hierbij leidde een gasexplosie tot de dood van 575 (volgens andere bronnen 645) en het verwonden van meer dan 600 mensen, waarmee het de dodelijkste treinramp is in de geschiedenis van Rusland en de Sovjet-Unie.

## Het ongeluk
Het ongeluk ontstond toen twee treinen die elkaar passeerden vonken deden ontstaan die in aanraking kwamen met een lekkende pijpleiding een kilometer verderop. In de West-Siberië-Oeal-Povolzje-pijpleiding, die een mengsel van lpg vervoerde, was een paar uur eerder een scheur ontstaan met een doorsnede van 1,7 meter, waardoor gas ontsnapte. Door de stroomsnelheid en de lokale weerscondities bleef dit gas vlak boven de grond hangen en verspreidde zich snel, onder andere in de richting van de Trans-Siberische spoorlijn, waarvan de sectie Oeloe-Teljak - Asja van de Koejbysjev-spoorlijn op 900 meter afstand de pijpleiding passeerde (1710e kilometer vanaf Moskou, op elf kilometer van station Asja).
Drie uur voor de explosie hadden ingenieurs een daling van de druk opgemerkt in de pijpleiding, maar in plaats van te zoeken naar lekken, verhoogden ze de druk tot normale hoogte om de doorvoer te herstellen. Als resultaat hiervan ontsnapte een nog veel grotere hoeveelheid propaan, butaan en andere licht-ontvlambare gassen, die laag bij de grond op hun plaats bleven in de vorm van een 'gasmeer'. Het zou bij het minste vonkje in brand kunnen vliegen. Passerende machinisten zagen deze gaswolk en waarschuwden de beheerder van deze spoorsectie, maar deze sloeg hier geen acht op.
Op 4 juni 1989 om 1.15 lokale tijd op het moment dat de beide treinen elkaar passeerden ontstond een krachtige thermobarische explosie van gas en laaide een gigantische brand op.
De beide treinen waren op weg van en naar Adler en Novosibirsk: nr. 211 (Novosibirsk-Adler) met twintig spoorwagons en nr. 212 (Adler-Novosibirsk) met achttien spoorwagons waren gevuld met mensen die ofwel op vakantie gingen naar de Zwarte Zee, of er net van terugkeerden. In de treinen zaten 1284 passagiers (waaronder 383 kinderen) en 86 mensen van het spoorpersoneel. De schokgolf blies elf wagons van de rails en het vuur zorgde ervoor dat zeven wagons compleet uitbrandden. De overige 26 wagons raakten van buiten geschroeid en brandden uit van binnen. Volgens officiële gegevens werden 573 mensen gedood (volgens andere gegevens 645) en raakten 623 gehandicapt door ernstige brandwonden en fysieke verwondingen. Van de 383 kinderen kwamen 181 om het leven.

### Explosie
De explosie zou volgens onderzoek even krachtig zijn geweest als 300 ton TNT. Volgens andere schattingen zou de kracht van de thermobarische explosie even krachtig als tien kiloton TNT, wat wel wordt vergeleken met de twaalf kiloton TNT die vrijkwam bij de Hiroshima-explosie. De explosie was zo krachtig dat het een aantal ramen uit de sponningen van huizen in Asja blies, dat op meer dan tien kilometer van het epicentrum lag. Het vuur was zichtbaar tot op honderd kilometer en zorgde voor de vernieling van 350 meter spoorlijn en zeventien kilometer aan kabels voor communicatie. Het vuur besloeg ongeveer 250 hectare.

## De pijpleiding
Tot de aanleg van de 1852-kilometer lange oliepijpleiding met een diameter van 720 mm werd opdracht gegeven door de Raad van Ministers van de Sovjet-Unie (besluit nr. 20451 op 19 januari 1981) en de aanleg werd uitgevoerd door Minnefteprom en Mingazstroj. Volgens het besluit moest het eerste deel van de pijpleiding in werking worden gesteld in de periode 1983-1984, maar Minnefteprom besloot uiteindelijk tot het omvormen van de toen al bijna voltooide oliepijpleiding tot een leiding voor alle soorten olie- en gasproducten. Het was daarom noodzakelijk om snel veranderingen aan te brengen in het oorspronkelijke ontwerp, daar het vervoer van lpg speciale veiligheidsmaatregelen met zich mee bracht. Voor het vervoer van dit vloeibare gas schreven de technische regels voor dat dit onder druk verboden was voor pijpleidingen met een diameter van meer dan 400 mm. Tijdens de omvorming werden de ogen echter gesloten voor deze regels.
De route van de pijpleiding doorkruiste spoorlijnen op veertien plaatsen, waaronder vier die geëlektrificeerd waren. Hieronder was ook de belangrijke Trans-Siberische spoorlijn tussen Moskou en Vladivostok, waarover veel goederen en personen werden vervoerd. De pijpleiding lag over een totale lengte van 273 kilometer op minder dan één kilometer van bestaande spoorlijnen af en passeerde daarnaast ook nog eens drie grote Oeralse plaatsen op deze gevaarlijke afstand; Sim, Zlato-oest en Kropatsjovo.
Toen de pijpleiding eenmaal in werking werd gesteld, bleek dat ze ook niet zonder gebreken functioneerde; tussen 1985 en 1989 vonden 50 grote noodgevallen en doorvoeronderbrekingen plaats, die echter niet leidden tot menselijke ongevallen. Na de ramp werd de leiding afgesloten en niet weer in gebruik genomen.